# ويرنر أولك
فيرنر أولك (من مواليد 18 يناير 1938)، هو لاعب كرة قدم محترف ومدرب ألماني. تولى تدريب منتخب المغرب لكرة القدم بين عامي 1990-1992.

## روابط خارجية
- ويرنر أولك في موقع كرة القدم العالمية.نت
- ويرنر أولك على موقع صحيفة كيكر (باللغة الألمانية)

- ويرنر أولك على بيانات كرة القدم. دي إي باللغة الألمانية
- ويرنر أولك على فرق كرة القدم الوطنية.كوم